# Anjou Ágnes tarantói hercegné
Anjou Ágnes (ismert még mint Durazzói Ágnes, olaszul: Agnese di Durazzo, franciául: Agnès de Durazzo; Durazzo, Nápolyi Királyság, 1345 – Nápoly, Nápolyi Királyság, 1388. július 15.), a Capeting–Anjou-házból származó királyi hercegnő, Károly, Durazzo hercege és Calabriai Mária leánya, aki Giacomo del Balzo feleségeként Taranto hercegnéje, valamint akháj fejedelemné és címzetes konstantinápolyi latin császárné. Nem születtek gyermekei.

## Származása
Ágnes hercegnő 1345-ben született a Capeting–Anjou-ház durazzói ágának tagjaként. Apja Károly, Durazzo hercege, aki János herceg és Agnès de Périgord grófnő legidősebb fia volt. Apai nagyapai dédszülei II. Sánta Károly nápolyi király és Mária magyar királyi hercegnő (V. István magyar király leánya) voltak. 
Édesanyja szintén a Capeting–Anjou-házból származott, Mária nápolyi királyi hercegnő, Károly, Calabria hercege és Marie de Valois leánya volt. Anyai nagyapai dédszülei Róbert nápolyi király és Jolán aragón királyi hercegnő (III. Nagy Péter aragóniai király leánya), míg anyai nagyanyai dédszülei Charles de Valois és Mahaut de Châtillon voltak. Szülei közeli rokoni kapcsolatban álltak, édesanyja apja unokahúga volt.
Ágnes volt szülei öt gyermeke közül a harmadik, egyben a második legidősebb leány. Felnőttkort megért testvérei között olyan magas rangú személyek vannak mint Johanna, Durazzo hercegnője, valamint Margit hercegnő, aki III. Károly nápolyi és magyar király felesége lett.

## Fordítás
- Ez a szócikk részben vagy egészben  az   Agnes of Durazzo című angol Wikipédia-szócikk fordításán alapul.  Az eredeti cikk szerkesztőit annak laptörténete sorolja fel. Ez a jelzés csupán a megfogalmazás eredetét és a szerzői jogokat jelzi, nem szolgál a cikkben szereplő információk forrásmegjelöléseként.